# Dessalegn Rahmato
Dessalegn Rahmato (Nazret, 1940) is een Ethiopisch socioloog. Hij is gespecialiseerd in agrarische ontwikkeling, hongersnood en de hervestiging.

## Levensloop
Rahmato studeerde in Noord-Amerika. In 1970 publiceerde hij zijn eerste belangrijke artikel over de noodzaak van duurzaam en toegewijd onderzoek in agrarische studies, The conditions of the Ethiopian peasantry in het tijdschrift Challenge dat wordt uitgegeven door de Ethiopische Studenten Unie in Noord-Amerika (ESUNA).
Na de Ethiopische revolutie van 1974 en het aantreden van het communistische Dergue-regime keerde Rahmato terug naar Ethiopië. In tegenstelling tot veel andere intellectuelen mengde hij zich niet in de georganiseerde linkse politiek. Rahmato koos voor een loopbaan bij de universiteit van Addis Abeba. Dit zou niet alleen minder spectaculair blijken, maar eveneens vruchtbaarder en verstandiger omdat veel van zijn collega's later het slachtoffer werden van de nietsontziende en grillige militaire dictatuur.
Rahmato werkte tot 1997 onophoudelijk aan onderzoek voor het Institute of Development Research dat aan de universiteit was verbonden. In 1984, ten tijde van de grote hongersnood van Ethiopië (1983-1985), bracht hij zijn bekendste werk voort: Agrarian Reform in Ethiopia. In dit werk bracht hij de gevolgen in kaart van de radicale landhervorming die in 1975 was ingevoerd.
In 1997 richtte hij het Forum for Social Studies (FSS) op, het eerste onafhankelijke onderzoekscentrum van nationaal beleid in Ethiopië. In het eerste jaar organiseerde hij drie workshops voor wetenschappers, beleidsmakers en regeringsfunctionarissen, om beleid te evalueren en formuleren over landbouw, toegang tot informatie en onderwijs. Voor zijn prestaties op het gebied van onderzoek dat aanzette tot ontwikkeling van de landbouw in Ethiopië werd hij in 1998 onderscheiden met een Prins Claus Prijs.
Anno 2011 werkt hij aan onderzoek over voedselzekerheid in Ethiopië, nadat veel landbouwgronden werden opgekocht door speculanten uit onder meer Saoedi-Arabië.